# Yeniköymezrası, Kovancılar
Yeniköy Mezrası là một xã thuộc huyện Kovancılar, tỉnh Elâzığ, Thổ Nhĩ Kỳ. Dân số thời điểm năm 2011 là 120 người.